# Alkanna stribrnyi
Alkanna stribrnyi är en strävbladig växtart. Alkanna stribrnyi ingår i släktet Alkanna och familjen strävbladiga växter.

## Underarter
Arten delas in i följande underarter:
- A. s. intermedia
- A. s. stribrnyi